# I'll be there (嵐の曲)
『I'll be there』（アイル ビー 
ゼア）は、日本の男性アイドルグループ・嵐の通算51枚目となるシングル。2017年4月19日にジェイ・ストームから発売された。

## 解説
前作「Power of the Paradise」から約7ヶ月振りのシングル。
表題曲はメンバーの相葉雅紀が主演するフジテレビ系月9ドラマ『貴族探偵』主題歌。Johnny's netやJ Stormの嵐公式サイトによると、「ドラマのミステリアスな世界観をそのままに、ダイナミックで華やかなメロディーに彩られたクールな楽曲。魅惑的な5人が歌い上げる、まさに大人の嵐を感じさせる」と紹介されている。嵐の普段の楽曲ではメンバーの声を際立てるため楽器がバックに徹しているのに対して、本曲はビッグバンド・ジャズで楽器が主張したアレンジになっている。
2017年3月22日放送の『2017 FNSうたの春まつり』（フジテレビ系）でテレビ初披露。ステージセットはドラマの世界観に則って、シャンデリアやステンドグラスなどで貴族の屋敷が表現されていた。テンポの速いAメロをメンバーで歌いつなぎ、ダンスはドラマの雰囲気に合わせあまり踊らないものにしている。

## チャート成績
本作は2017年5月1日付のオリコンウィークリーランキングで初週39.4万枚を売り上げ、初登場1位を獲得した。シングル首位獲得は40作連続・通算47作目となり、首位獲得作品数・連続作品数はB'z（通算・連続48作）に次ぐ歴代2位を記録した。累計売上47万枚。また5月1日付Billboard JAPAN週間セールスシングルチャートでは売上げが42.4万枚で1位を獲得。同チャートによると2週目以降の売上げは下降しているが、ルックアップ（CDをパソコンで読み取った回数）が圧倒的であることから、CDレンタルで幅広いファン層に人気があると分析している。

## 収録曲

### CD

#### 通常盤
1. I'll be there
作詞：Goro.T
作曲：Fredrik "Figge" Bostrom, 佐原康太
編曲：佐原康太, metropolitan digital clique
  - 相葉雅紀主演 フジテレビ系月9ドラマ『貴族探偵』主題歌
2. unknown
作詞：Macoto56
Rap詞：櫻井翔
作曲：AI Swettenham, HIKARI
編曲：吉岡たく
3. Treasure of life
作詞：Tutti
作曲：Erik Lidbom, Simon Janlöv
編曲：Simon Janlöv
4. I'll be there（オリジナル・カラオケ）
5. unknown（オリジナル・カラオケ）
6. Treasure of life（オリジナル・カラオケ）

#### 初回限定盤
1. I'll be there
2. Round and Round
作詞：Funk Uchino
作曲：Christofer Erixon, Josef Melin
編曲：Josef Melin
3. Round and Round（オリジナル・カラオケ）

### DVD
※初回限定盤のみ
1. 「I'll be there」ビデオ・クリップ+メイキング

## 収録アルバム
- 「untitled」（#1）
- 5×20 All the BEST!! 1999-2019（#1）
- ウラ嵐BEST 2016-2020（初回限定盤#2, 通常盤#2, 3）

## 映像作品
I'll be there
- ARASHI LIVE TOUR 2017-2018 「untitled」
- ARASHI Anniversary Tour 5×20